# HMS Tracker (D24)
HMS Tracker (D24) là một tàu sân bay hộ tống thuộc lớp Bogue chế tạo tại Hoa Kỳ, được chuyển giao cho Hải quân Hoàng gia Anh Quốc, và đã phục vụ trong Chiến tranh Thế giới thứ hai như một chiếc thuộc lớp Attacker.
Nguyên được dự định như một tàu vận tải thay thế thứ hai mang tên Mormacmail dành cho hãng Moore-McCormack Lines, Inc., nó được chế tạo theo hợp đồng với Ủy ban Hàng hải Hoa Kỳ tại xưởng đóng tàu của hãng Seattle-Tacoma Shipbuilding ở Tacoma, Washington. Tuy nhiên, trước khi hoàn tất, nó được Hải quân Hoa Kỳ sở hữu và đặt số hiệu BAVG-6, rồi được cải biến tại hãng Willamette Iron & Steel ở Portland, Oregon thành một tàu sân bay hộ tống. Khi hoàn tất vào đầu năm 1943, nó được chuyển cho Anh Quốc theo chương trình Cho thuê-cho mượn, và được đặt tên HMS Tracker (D24).
Tracker phục vụ trong vai trò hộ tống vận tải trong giai đoạn 1943 - 1944 ở chiến trường Bắc Đại Tây Dương và tại biển Bắc Cực. Thoạt tiên nó mang theo máy bay Swordfish và Seafire thuộc Phi đội 813; và đến tháng 1 năm 1944 chuyển sang Avenger và Wildcat thuộc Phi đội 846. Vào tháng 4 năm 1944, máy bay của nó cùng với lực lượng của Activity đã đánh chìm tàu ngầm U-boat Đức U-288 khi hộ tống đoàn tàu vận tải JW-58.
Vào ngày 10 tháng 6 năm 1944,khi đang hoạt động trong thành phần bảo vệ chống tàu ngầm hỗ trợ cho cuộc đổ bộ Normandy, Tracker bị tai nạn va chạm với tàu frigate Canada lớp River HMCS Teme, khiến cả hai đều bị hư hại. Nó tiếp tục hoạt động với một mũi tàu bị thủng cho đến ngày 12 tháng 6 năm 1944, và sau đó được sửa chữa và tái trang bị một phần tại Liverpool cho đến ngày 7 tháng 9 năm 1944. Vào ngày 8 tháng 12 năm 1944, chiếc tàu sân bay lên đường sang Hoa Kỳ hoạt động như một tàu vận chuyển máy bay, và trải qua thời gian còn lại của cuộc chiến vận chuyển máy bay và nhân sự tại Mặt trận Thái Bình Dương.
Đến tháng 8 năm 1945, nó thực hiện chuyến đi cuối cùng đến Anh Quốc, rồi được hoàn trả cho Hoa Kỳ vào tháng 11 năm 1945. Nó được bán vào tháng 11 năm 1946 để cải biến cho hoạt động hàng hải dân sự dưới tên gọi Corrientes, đặt cảng nhà tại Argentina. Nó bị tháo dỡ vào năm 1964.